# Tour de la Calahorra
La tour de la Calahorra (de Qal'a horra, "forteresse libre" en arabe) est une forteresse d'origine almohade située sur la rive gauche du Guadalquivir à Cordoue en Espagne.

## Historique
La tour de la Calahorra est une porte fortifiée édifiée durant la deuxième moitié du XIIe siècle par les Almohades pour protéger le pont romain de Cordoue : elle était constituée initialement d'une porte en forme d'arc outrepassé brisé encadrée de deux tours carrées.
Cette porte fortifiée arrêta le roi Ferdinand III de Castille en 1236 et l'obligea à traverser le fleuve sur des radeaux pour reconquérir Cordoue.
La tour fut transformée en 1369 par Henri II de Castille : aux deux tours carrées existantes (situées le long du fleuve), il ajouta une troisième tour carrée et deux tours cylindriques, donnant ainsi à la tour de la Calahorra son allure actuelle.
La tour fut déclarée Monument Historique en 1931 et restaurée en 1951. 
La Calahorra abrite actuellement le Musée vivant d'Al-Andalus.

## Architecture
Comme la tour de la Malmuerta, la tour de la Calahorra est un bel exemple d'architecture almohade (les deux tours initiales) et mudéjare (troisième tour carrée et tours cylindriques).
La tour, édifiée en pierre de taille en grand appareil, est surmontée de merlons pointus typiques des fortifications almohades et des fortifications mudéjares qui s'en inspirèrent.

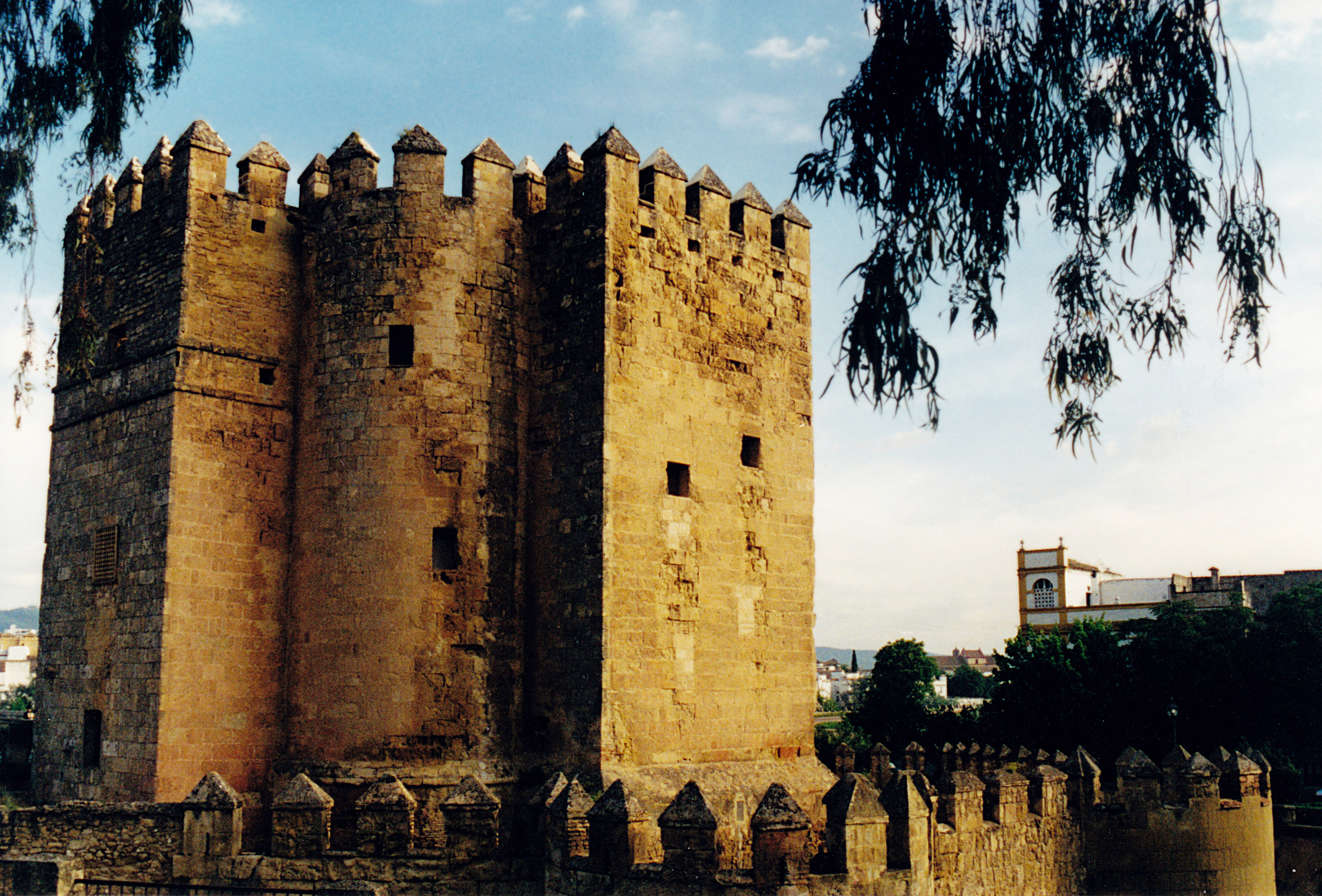
La tour de la Calahorra en l'an 2000.
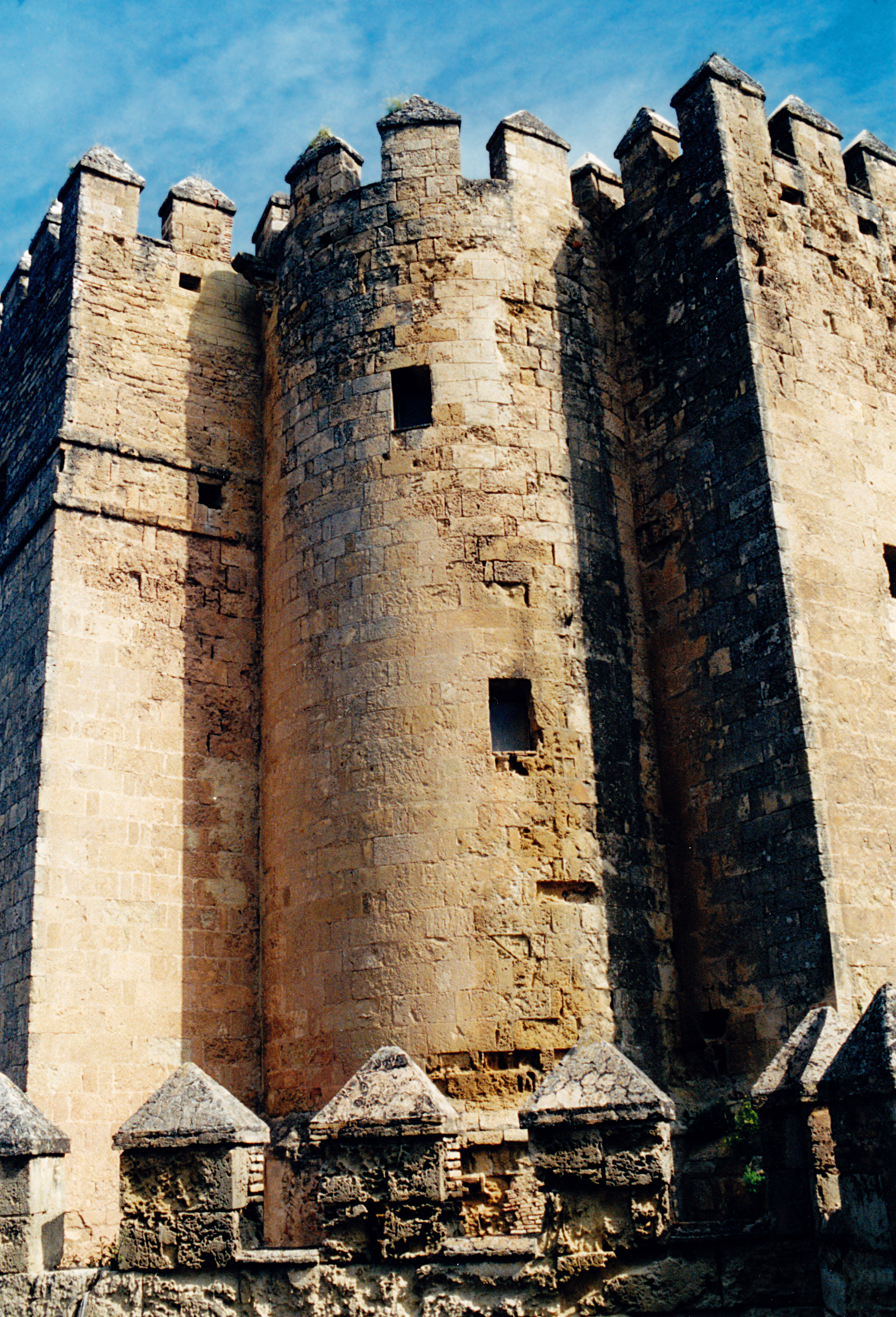
La tour cylindrique.

## Protection
La tour (conjointement avec le pont romain) fait l’objet d’un classement en Espagne au titre de bien d'intérêt culturel depuis le 3 juin 1931.

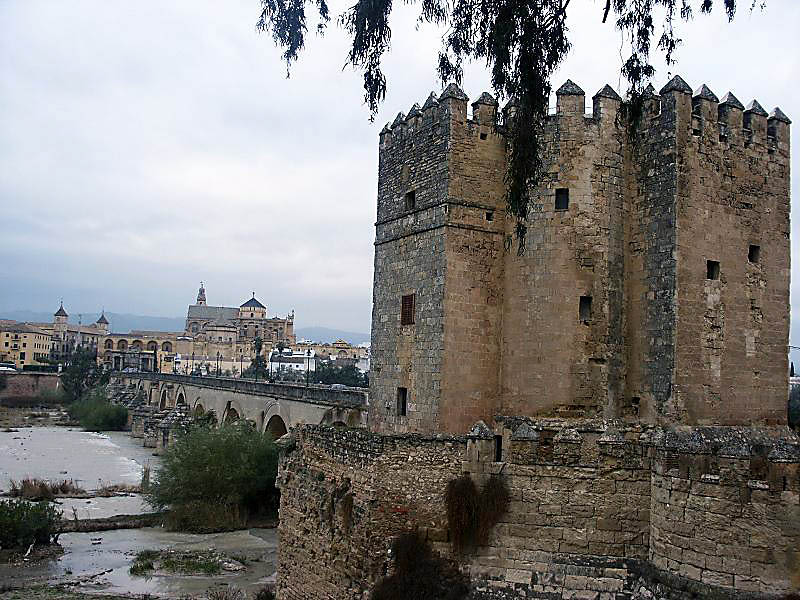
La tour de la Calahorra et le pont romain.